# Yuan Shikai

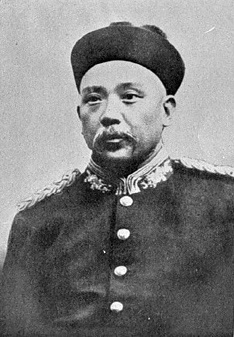
Yuán Shìkǎi

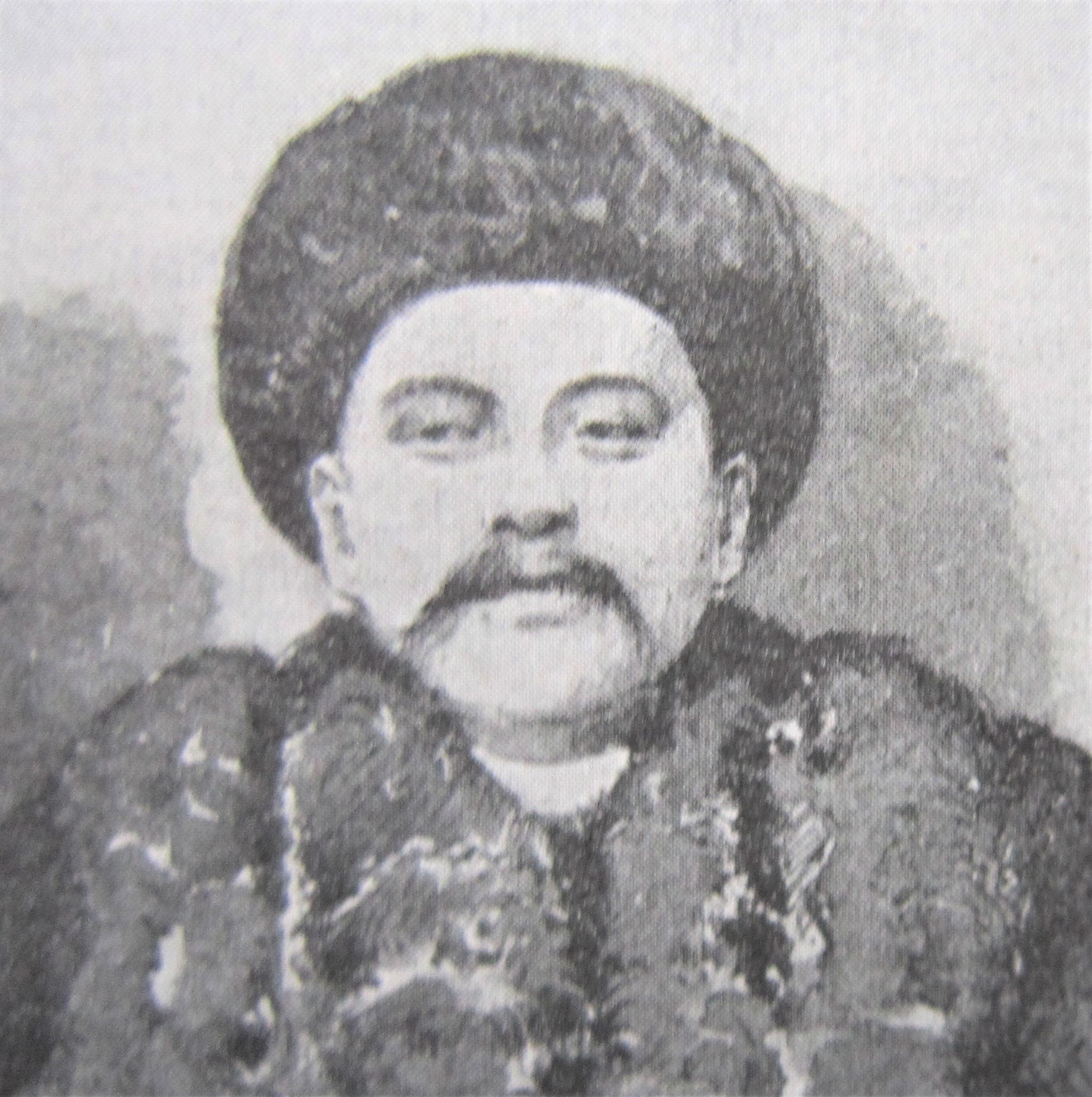
Yuan Shikai, 1859–1916, Militärgouverneur in Shantung

Yuán Shìkǎi (chinesisch 袁世凱 / 袁世凯, W.-G. Yuan Shih-k'ai oder Jüan-schi-kai, Zì 慰亭,  Wèitíng, Hào 容庵,  Róng'ān, auch nach seinem Geburtsort 袁项城,  Yuán Xiàngchéng genannt; * 16. September 1859 in Zhangying, Bezirk Xiangcheng, Provinz Henan; † 6. Juni 1916 in Peking) war ein Militärführer und Politiker während der späten Qing-Dynastie und in der Republik China. Er war dafür bekannt, die Schwächen der Qing-Kaiser und der jungen Republik China für sein Ziel autoritärer Machtausübung durch militärische Überlegenheit auszunutzen.

## Biografie
Yuan erhielt eine klassische konfuzianische Bildung und begann seine Karriere als Protegé des mächtigen Generalgouverneurs von Zhili, Li Hongzhang in der von diesem aufgestellten Beiyang- oder Nordarmee. Von 1885 bis 1894 übte er in Korea die Rolle eines allmächtigen Hochkommissars Chinas in diesem Vasallenreich aus. Gleichzeitig war er Oberkommandierender der dort stationierten chinesischen Truppen. Als diese 1894 im Zuge des ersten Sino-Japanischen Krieges von den Japanern angegriffen wurden, hatte er das Glück, einige Tage vor den vernichtenden Niederlagen des September 1894 nach Peking zurückgerufen zu werden.
Durch seine Loyalität zur Kaiserinwitwe Cixi wurde er 1895 zum Kommandanten der ersten „neuen Armee“ ernannt. Der Hof der Qing verließ sich auf Yuans Armee, da sie als effizient galt und ihre Garnison in der Nähe Pekings lag. Yuan missbrauchte seine Stellung jedoch und wechselte mehrmals die Seiten, unter Abwägung des größten persönlichen Nutzens. Besonders nach dem Staatsstreich, der die Hundert-Tage-Reform beendete, wurde er der Todfeind des Kaisers Guangxu. Im Dezember 1899 wurde er als Nachfolger des unter ausländischem Druck strafversetzten Yuxian Gouverneur von Shandong. Nach dem Boxeraufstand 1900 setzte er seine Truppen zu Sühnemissionen gegen die geschlagenen Boxer ein.
Am 25. Juni 1902 wurde er Minister für Beiyang – das Gebiet entspricht den heutigen Provinzen Liaoning, Hebei und Shandong. In der Folge bekam er zahlreiche Darlehen, um seine Beiyang-Armee in die leistungsfähigste Armee Chinas zu verwandeln. Seine hohe Position nutzte er im Jahr 1906, indem er ein Memorandum an den Hof gab. In diesem forderte er, dass China eine konstitutionelle Monarchie nach dem Vorbild eines anderen Staates werden sollte und sah das System des Vereinigten Königreichs dabei als gutes Beispiel an. Nach diesem Vorbild sah er die Errichtung eines Senats (參議院,  cān yì yuàn) als Legislative als ersten Schritt an. Im Anschluss hieran sah sein Memorandum vor, dass eine gesetzgebende Versammlung die Einrichtung eines Kongresses (代表大会,  dài biăo dà huì) und später eines Parlaments (議院,  yì yuàn) oder eines Unterhauses (国会,  guó huì) als Exekutive rechtlich vorbereiten sollte. Zu diesem Zweck forderte er die Ersetzung des Großministers (guowu zongli dachen) durch einen Premierminister sowie die Auflösung des bisherigen Staatsrates (junjichu), welcher seit den 1820er Jahren als beratende Regierung des Kaisers fungierte. Die Kaiserinwitwe Cixi lehnte dieses Memorandum jedoch ab, da sie die Reduzierung des Kaisertitels auf eine rein repräsentative Rolle befürchtete und vermutete, dass Yuan Shikai durch die Übernahme des Premierministerpostens hauptsächlich seine eigene Machtposition stärken wollte. Wenn überhaupt eine Reformation der Regierung stattfinden müsse, dann sollte eher das japanische Kaiserreich als Vorbild dienen, in welchem die Monarchie durch Polizei und Militär gestützt wurde. Als Bestrafung für dieses als Rebellion aufgefasste Memorandum ließ Cixi den Staatsrat umbilden und mehrere Gefolgsleute Yuans entlassen. Darüber hinaus verlegte sie einige Kontingente der Beiyang-Armee in weiter entfernte Gebiete und schwächte Yuans Machtbasis so noch zusätzlich. Ab 1907 musste er darüber hinaus, gemeinsam mit Zhang Zhidong, seinen Wohnsitz nach Beijing verlegen. Gleich nach dem Tod Cixis und Guangxus 1908 enthob Regent Prinz Chun ihn aller Posten. Dies geschah vermutlich aufgrund eines geheimen Testaments Guangxus, mit dem dieser sich dafür rächen wollte, dass Yuan die von ihm unterstützte Hundert-Tage-Reform verraten hatte. Nachdem er erst exekutiert werden sollte, konnte Zhang Zhidong unter dem Hinweis auf Yuans starke Machtbasis erreichen, dass er nur in seine Heimatprovinz Henan verbannt wurde. Öffentlich wurde sein Rückzug mit einer Fußkrankheit begründet.
Im Jahre 1912 spielte Yuan eine kritische Rolle bei der Errichtung der Republik China. Die südlichen Provinzen hatten bereits ihre Unabhängigkeit von den Qing erklärt, die Nordprovinzen und die Beiyang-Armee Yuans hatten jedoch weder für noch gegen die Revolution Stellung bezogen. Sowohl Yuan als auch die Qing wussten, dass die Beiyang-Armee als einzige moderne Armee fähig war, die Revolution zu unterdrücken. Folglich verlangte Yuan einerseits die höchsten politischen Ämter von den Qing, andererseits nahmen seine Kräfte im November 1911 Hankou und Hanyang ein und bereiteten sich auf einen Angriff auf Wuchang vor, und zwangen so die Revolutionäre zu Verhandlungen mit Yuan.

## Präsidentschaft und Wiederherstellung der Monarchie

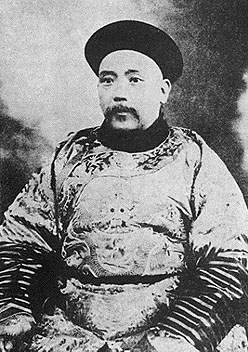
Yuan Shikai in Zeremonienkleidung der Qing-Zeit

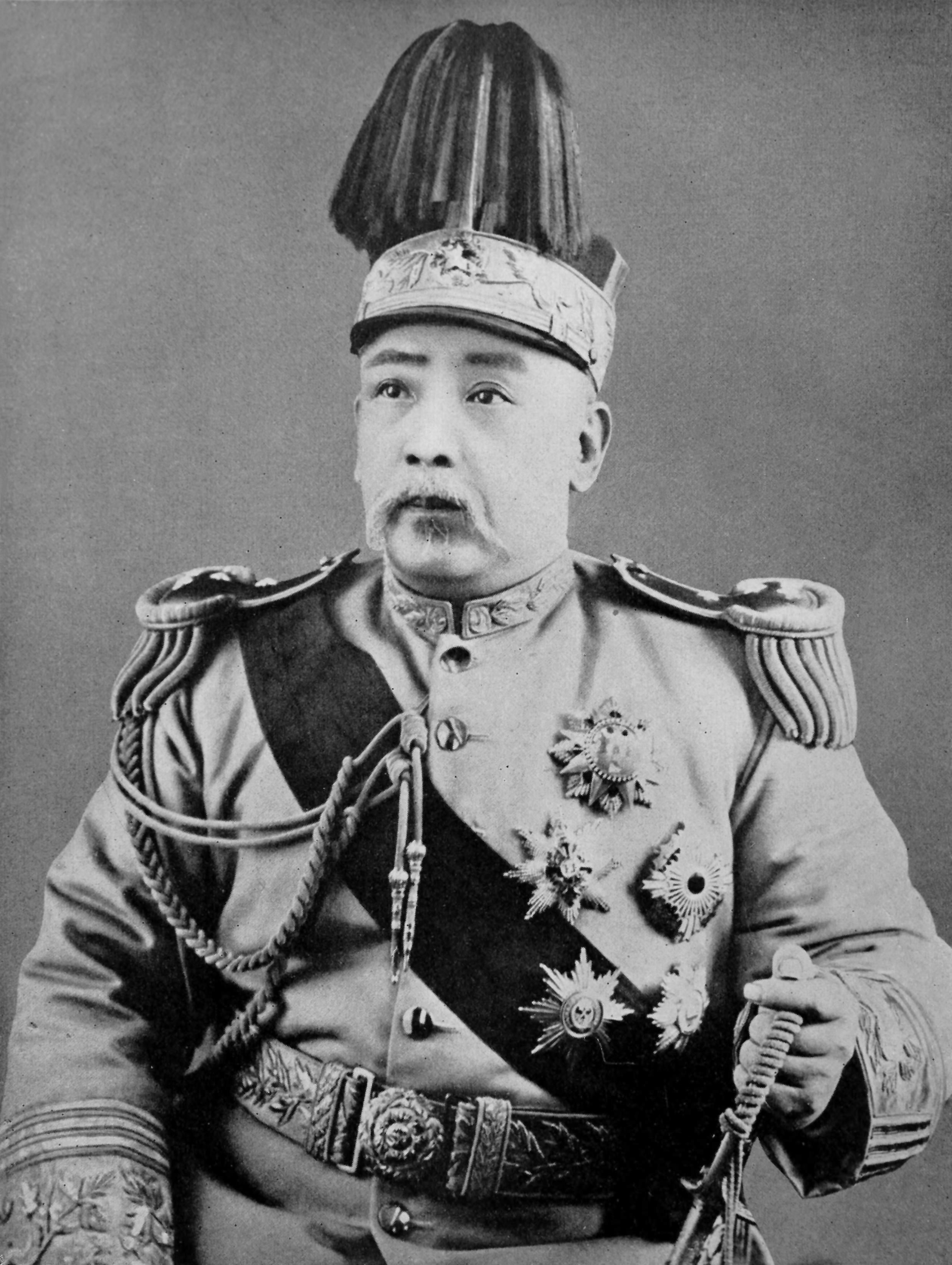
Yuan Shikai im Jahre 1915 in
Uniform als Präsident der Republik

Am 10. Oktober 1911 begann die republikanische Revolution mit dem Aufstand von Wuchang. Damit endete die mehr als zweitausendjährige Herrschaft der Kaiser in China.
Yuan war unter Kaiser Puyi Premierminister und bekam die Vollmacht, den Aufstand niederzuschlagen. Der Führer der Revolutionäre, Sun Yat-sen, wurde am 29. Dezember in einer Konferenz von Provinzrepräsentanten in Nanjing zum Übergangspräsidenten der ersten Republik in China (Beiyang-Regierung) gewählt. Die Übergangsregierung war trotzdem in einer sehr schwachen Lage: Die Südprovinzen hatten ihre Unabhängigkeit erklärt, während der Norden dies noch nicht getan hatte. Die Übergangsregierung hatte außerdem keine Streitkräfte, denn ihre Kontrolle über die neue Armee war gering und es gab viele Truppen, die noch den Qing treu waren. Daher brauchte Sun die Unterstützung von Yuan, dem mit der Beiyang-Armee das Militär Nordchinas unterstand. Sun war gezwungen, ihm das Präsidentenamt zu versprechen, damit er sich auf die Seite der Revolution schlug. Yuan zwang in der Folge Kaiser Puyi zur Abdankung und wurde am 14. Februar 1912 von provisorischen Senat zum ersten offiziellen Präsidenten der Republik China gewählt.
Cao Kun, einer der Vertrauten Yuans in der Beiyang-Armee, inszenierte einen Staatsstreich in Peking und Tianjin, offensichtlich in Yuans Auftrag, um einen Vorwand dafür zu bieten, dass Yuan seine Machtsphäre in der heutigen Provinz Hebei nicht verlassen musste. Die Führung der Revolutionäre musste wiederum nachgeben und Peking wurde statt Nanjing zur Hauptstadt der neuen Republik.
Im Februar 1913 wurden Wahlen für die Nationalversammlung abgehalten, in der die Chinesische Nationalistische Partei, die Kuomintang, sehr gut abschnitt. Song Jiaoren, Sun Yat-sens Stellvertreter in der KMT, warb für ein westliches Regierungssystem und wurde weithin als Anwärter für den Posten des Premierministers betrachtet. Yuan sah Song als Bedrohung für seine Macht; Song wurde am 20. März 1913 ermordet und es wird gemeinhin vermutet, dass Yuan dafür die Verantwortung trug.
Die Spannungen zwischen der Kuomintang und Yuan verstärkten sich, als diese im Parlament die Annahme einer von Yuan befürworteten ausländischen Anleihe verweigerte. Dies veranlasste Yuan, die Regierung mit seiner militärischen Macht zu stürzen, die Kuomintang zu verbieten und die Nationalversammlung wie die Provinzparlamente aufzulösen. Die Kuomintang versuchte eine „zweite Revolution“ gegen Yuan, welche aber von Yuans Militär niedergeschlagen wurde. Die Kuomintang-Führung, einschließlich Sun Yat-sen, ging nach Japan ins Exil.
Yuan beging in der Folge einen politischen Fehler, indem er die Monarchie wiederherstellte und sich zum Kaiser des Chinesischen Kaiserreiches ausrief. Seine Hongxian-Dynastie währte nur ein paar Monate, vom 12. Dezember 1915 bis 22. März 1916. Nicht nur die Revolutionäre widersetzten sich dieser Entwicklung, sondern auch Yuans eigene Kommandanten, darunter als treibende Kraft Cai E. Letztere waren nicht nur der Monarchie überdrüssig, sie befürchteten auch, dass die Wiederherstellung der Monarchie Yuan erlauben würde, unabhängig von der Unterstützung des Militärs zu agieren. Angesichts der Opposition aus allen Lagern beugte sich Yuan dem Druck und trat zurück. Er starb wenige Monate später an Nierenversagen.
Mit dem Tod Yuans verlor China seine letzte zentrale Gewalt. Die Armee zersplitterte schnell in Fraktionen sich gegenseitig bekämpfender Warlords (Nördliche Kriegsherren). Damit begann die Warlord-Ära, die 1927 in den Bürgerkrieg mündete und 10 Jahre später die japanische Invasion ermöglichte.

## Historische Bewertung
Die historische Bewertung der Rolle Yuans fällt überwiegend negativ aus. Er war ein fähiger Organisator, gab den Anstoß für Modernisierungsprozesse und stärkte die Armee nach japanischem Vorbild. Durch Gewaltausübung, Manipulation und Illoyalität schwächte er jedoch die Moral der jungen Republik und trug zum Kollaps der legitimen Zentralgewalt bei. Auch erhöhte er durch seinen hohen Kreditbedarf die Auslandsverschuldung und räumte Japan einen stärkeren Einfluss auf China ein.